# 李班 (越南)
李班（1912年6月10日—1981年9月30日），原名裴公光，曾用名李裴文、李平、李碧山、李白山、李英，越南共产党与中国共产党的老革命家。

## 生平
1912年6月10日出生在越南堤岸省（今隆安省）芹德县隆和乡。幼年丧父。13岁在西贡读初中时，受语文老师范文同的革命启蒙，1927年参加时为共产国际东南亚局代表的胡志明创办的越南革命青年同志会南方分会。1930年2月3日在堤岸法文中学读书时加入“安南共产党”（后并入印度支那共产党），成为越南最早一批党员。
由于参加革命活动，两次被西贡殖民当局逮捕，由于出身家庭是大地主，其外祖父是乡绅，被外祖父保释，但失去了组织关系。1932年末化名李平，化装成轮船上的伙夫，从堤岸到香港，通过中共党员梁广到广东汕头。通过归侨、报社职员黄近垣，开始参加中国革命。

1946年2月中共中央批准李碧山任闽粤赣中心县委书记。李碧山认为中国革命胜利在望，而祖国越南面临着与法国殖民主义者的全面开战，申请回国革命。中共中央正式批准李班回越南工作。1946年7月，李碧山、温碧珍夫妇带长子李新华从梅县经香港，1946年9月回到越南海防市，改名李班，被安排在团中央书记处陶维其的属下工作。后到越党中央总书记长征处任翻译工作。参加越南抗法战争，1947年夏担任印支共产党中央华侨运动委员会首任主任，组织武工队与宣传队。后任越南人民军总政治局副主任兼负责华侨事务工作。1949年9月，越党中央与胡志明派遣曾长期在中国长期做革命的阮山、李班两人携带胡志明致中共中央领导人的亲笔信赴北京请求援助。时任中共中央军委办公厅主任的罗贵波被派遣担任中共中央联络代表，实地了解越南的抗法斗争情况，以便中共中央研究援越抗法问题。1950年1月中旬，李班带领罗贵波，另罗的助手和随员共8人，从北京启程秘密去越南。李班后被免去了人民军总政治局副主任职务，解散了“中央华运工作委员会”，取消了参加1951年印支共第二届党代表大会代表资格。李班参加“农业税”工作，后又参加了“土改试点”工作。
1954年抗法战争胜利后的和平恢复时期，李班负责主管越南进出口工作和海关工作，任越南民主人民共和国工商部副部长。1955年6月22日任越南政府代表团经济团副团长访问中国与苏联。1958年组建越南民主共和国外贸部时，李班任第一副部长兼党组书记，部长是党外人士潘英。1960年越南劳动党第三次全国代表大会上当选中央候补委员。1970年12月11日至1971年1月7日，李班作为越方首席代表，陪同中国外贸部部长李强率领的中国政府代表团到位于越老柬三国边境的“胡志明小道”前线实地考察铺设输油管、后勤交通供应情况，以掌握越南战场的第一手资料。
李班先后10多次出使中国，为中越友谊、为越南抗美救国战争胜利作出贡献。
1976年越党中央劝退李班辞去中央委员职务。1978年勒令李班退休。李班举家定居胡志明市。1981年9月30日，因心脏病突发病逝于越南胡志明市。

## 家人
- 夫人温碧珍（陈陵），中国籍。
- 长子李新华，1938年生。1946年7月随父母去越南。1950年随回中国治病的母亲，在梅县梅州中学读书。1953年参加解放军空军。
- 儿媳邓金娜（中共领导人邓发之女）
- 次子李纪芸，在梅县松口外祖母家寄养，3岁时夭折
- 女儿李念芸，1944年生
- 三子李新越，1947年在越北抗法根据地出生。
- 长孙李东明。